# Хлорофилл f
Хлорофилл f — форма хлорофилла, обнаруженная в 2010 году в строматолитах западно-австралийского залива Шарк. От других форм хлорофилла он отличается тем, что его спектр поглощения сильно смещён в длинноволновую часть красной области (с длиною волны от 710 до 750 нм, что «длиннее», чем способен поглощать хлорофилл d). Открытие совершила группа учёных из Сиднейского университета под руководством доктора Мин Чена, и это первое обнаружение новой формы хлорофилла за последние 60 лет.
Согласно данным ядерного магнитного резонанса, оптической и масс-спектрометрии, а также в соответствии с расчётами в рамках теории функционала плотности, он, вероятно, имеет состав C55H70O6N4Mg или [2-формил]-хлорофилл a.
Важность этого открытия заключается в том, что это, возможно, первый зафиксированный случай использования инфракрасного излучения организмами с оксигенным типом фотосинтеза (хотя по данным некоторых учёных, подобный эффект уже был обнаружен ранее у цианобактерий, использующих хлорофилл d). До этого уже было известно, что некоторые фотосинтезирующие бактерии могут использовать инфракрасное излучение, но — в отличие от растений и цианобактерий — они не вырабатывают при этом кислород. Предполагалось, что инфракрасное излучение невозможно использовать для оксигенного фотосинтеза, так как энергия фотонов из этой части спектра слишком мала, и для этого требуются фотоны видимой части спектра. Это открытие расширяет современное представление о приспособляемости фотосинтезирующих организмов и физических границах фотосинтеза, а также даёт понять, что зона действия оксигенного фотосинтеза может быть расширена в инфракрасную область. Это может привести к ряду связанных с этим открытий в биоэнергетике.
Функции и распространённость хлорофилла f в экосистеме пока выяснены не полностью.